# Regionala cancercentrum
Regionala cancercentrum (RCC). Sverige har sex regionala cancercentrum för utveckling av cancervården enligt beslut från Socialdepartementet och i samarbete med Sveriges Kommuner och Regioner (SKR). Dessa är RCC Norr, RCC Mellansverige (tidigare RCC Uppsala-Örebro), RCC Stockholm-Gotland, RCC Väst, RCC Sydöst och RCC Syd. 